# Габаидзе, Давид
Давид Габаидзе (груз. დავით გაბაიძე; род. 10 августа 1980 года в пгт. Хуло Хулойского района Аджарской АССР Грузинской ССР) — государственный и политический деятель Грузии, председатель Верховного Совета Аджарской автономной республики с 28 ноября 2016 года.

## Биография
Родился 10 августа 1980 года в посёлке городского типа Хуло Хулойского района Аджарской АССР

### Образование
В 2002 году окончил юридический факультет Батумского государственного университета Шота Руставели.
Является докторантом юридического факультета Тбилисского государственного университета имени Ив. Джавахишвили.
В 2004 и 2005 годах сдал квалификационные экзамены общей специализации адвокатов и судей.
В 2013 году сдал квалификационный экзамен по специальности гражданское и Административное право.

### Карьера
С 2002 года по настоящее время занимается педагогической деятельностью.
С 2002 по 2004 год был членом Районного Собрания (Сакребуло) Хуло.
С 2005 года по настоящее время член-основатель «Ассоциации адвокатов Грузии».
2005—2012 занимался адвокатской деятельностью.
С 2005 по 2006 год занимал должность начальник аюридического отдела «Приморского парка г. Батуми». В 2006 году приступил к работе в министерстве экономики и финансов Аджарской автономной республики.
С 2011 по 2012 год работал координатором юридической клиники Батумского государственного университета Шота Руставели, в 2011—2012 годах являлся арбитром «постоянного арбитража г. Батуми». В 2012 году был медиатором медиацентра торгово-промышленной палаты Аджарской автономной республики. С 2013 по 2014 год занимал должность заместителя начальника юридического департамента при аппарате правительства Аджарской автономной республики.
С 2014 по 2016 год работал начальником департамента юридического и управления человеческих ресурсов при аппарате правительства Аджарской автономной республики.
С 2015 года по настоящее время является региональным экспертом Ассамблеи европейских регионов, с 2016 года — член государственной комиссии по конституции.
28 ноября 2016 года избран председателем Верховного Совета Аджарской автономной республики.